# Ruby Wax
Ruby Wax, ursprungligen Ruby Wachs, född 19 april 1953 i Evanston, Illinois, är en amerikansk komiker som gjorde karriär i Storbritannien inom "Alternative comedy" på 1980-talet.

## Privatliv
Wax föddes i Evanston i Illinois av judiska föräldrar som lämnat Österrike 1939 på grund av hotet från nazisterna. Hennes far blev förmögen som korvtillverkare och hennes mor var kamrer. Hon är gift med tv-producenten och regissören Ed Bye.

## Karriär
Efter studier i psykologi vid University of California i Berkeley kom hon till Storbritannien och studerade vid Royal Scottish Academy of Music and Drama. Hon började sin karriär som skådespelare vid Royal Shakespeare Company tillsammans med Juliet Stevenson. Wax spelade också sekreterare i Omen III: The Final Conflict. 
Hennes popularitet inom komedi kom från hennes färdigheter som intervjuare där hon alltid var rättfram och högljudd, och där hon levde upp till den brittiska förväntningen på stereotypen av amerikaner. Hennes utseende matchade denna bild, med rött hår och blodrött läppstift.  Hon befäste denna image 1985 när hon spelade den högljudda amerikanska skådespelaren Shelley DuPont i den engelska såpoperan Girls on Top. Enligt en BBC Arena dokumentär, som berättades av Dawn French, var det Rubys roll som intervjuare vid det årliga välgörenhetstillställningen "The Secret policeman's Ball" 1987 som slutligen satte fart på hennes karriär.
I många av sina tidiga tv-shower sattes hon i en situation där hon helt enkelt bara träffade och intervjuade vanliga personer, men framför allt originella personligheter, bland annat vid ett minnesvärt besök i Sovjetunionen.
År 1987 var Wax anställd som programledare i The Superstation, ett nattradioprogram som sändes av flera kommersiella kanaler i Storbritannien.
På senare tid har hon ägnat sig åt att göra intervjuer med kändisar som Imelda Marcos och Pamela Anderson.

## Kritik
År 2004 planerade BBC att visa en tecknad serie kallad Popetown. Serien drev med den romersk-katolska kyrkan. I denna skulle Wax gestalta påven som ett bortskämt barn. Efter protester valde BBC dock att inte visa serien.  I februari 2004 nådde den irländska radioreportern Patricia Danaher en uppgörelse med Wax där hon bad om ursäkt för påstådda lögnaktiga uttalanden.